# Pilota (Lost)
Pilota è il doppio episodio pilota della serie televisiva di fantascienza Lost. I due episodi sono intitolati rispettivamente Pilota, prima parte e Pilota, seconda parte (Pilot: Part 1 e Pilot: Part 2).
I due episodi sono stati trasmessi per la prima volta separatamente nelle date del 22 e 29 settembre 2004 sulla ABC e in seguito come episodio unico il 6 ottobre dello stesso anno, sempre su ABC. La regia degli episodi è affidata al creatore della serie, J. J. Abrams, che si è anche occupato della stesura della sceneggiatura con il produttore esecutivo Damon Lindelof, basandosi sul soggetto scritto dai due e da Jeffrey Lieber. Gli episodi presentano i sopravvissuti del volo Oceanic 815 che, dopo essersi spezzato in tre parti, si schianta su una misteriosa isola del Pacifico del sud. Gli episodi vedono inoltre l'uso per la prima volta dei flashback, elemento distintivo della serie, anche se in forma più ridotta rispetto agli episodi successivi. In particolare, si hanno flashback di Jack Shephard, Kate Austen e Charlie Pace.
Pilota è l'episodio pilota più costoso della storia della televisione: il raggiungimento di un simile record è dovuto per la maggior parte all'acquisto, al trasporto e alla preparazione della fusoliera di un aereo ormai in disuso, usata per la scena iniziale dell'episodio. Il costo totale è stimato tra i 10 e i 14 milioni di dollari. Entrambe le parti hanno avuto ascolti molto alti e l'episodio ha vinto in seguito numerosi premi. TV Guide ha inserito l'episodio al quinto posto della sua lista dei "100 migliori episodi di tutti i tempi".

## Trama

### Prima parte
Jack Shephard si sveglia disorientato e ferito, con la sola compagnia di un cane, un Labrador Retriever. Mentre cerca di ritrovare l'orientamento, si ritrova in tasca una minuscola bottiglia di vodka. Una volta in grado di alzarsi, si fa largo tra la vegetazione e si ritrova su una spiaggia, fra i resti dello schianto del volo Oceanic 815. La confusione è immensa: uno dei sopravvissuti, Gary Troup, viene risucchiato in una turbina ancora funzionante. Jack vaga da un superstite all'altro, tentando di organizzarli, dando direttive e aiuto medico. Molto velocemente, salva un uomo incastrato sotto i rottami, lo sceriffo Edward Mars, soccorre Claire Littleton, incinta all'ottavo mese, arruolando Hugo Reyes per assisterla e fa un massaggio cardiaco a Rose Nadler, salvandole la vita.
Passato lo shock iniziale, Jack si ritira in un angolo riparato per occuparsi delle sue ferite minori quando nota Kate Austen che lo guarda. Le chiede di aiutarlo a suturargli una ferita sul fianco. Durante la sutura, Kate spiega come l'aereo si sia spezzato in volo. Ore dopo, sulla spiaggia, mentre Jack si occupa di un sopravvissuto gravemente ferito e in stato di incoscienza sotto gli occhi di Kate, Michael Dawson e il figlio di dieci anni Walt Lloyd parlano di cosa fare dei corpi nella fusoliera, mentre un disinteressato James "Sawyer" Ford guarda da lontano. Sayid Jarrah organizza una squadra di pulizia, mentre Hurley recupera i pasti dall'aereo e li distribuisce ai naufraghi. Shannon Rutherford rifiuta la cioccolata offertale dal fratellastro Boone Carlyle, pensando che la salvezza sia imminente.
La notte, la pace del campo è disturbata da forti rumori e alberi crollati nella vicina giungla. Il mattino seguente, Jack pensa di mandare un segnale di soccorso per avere una qualche speranza di essere salvati usando la radio dell'aereo, che si trova nella cabina. Kate afferma di avere visto del fumo proveniente dalla giungla e chiede di unirsi a Jack per andare a trovare quello che, si spera, sia un'altra parte dell'aereo. Oltre a Kate, anche Charlie Pace va con Jack a cercare la cabina. Nel cammino, vengono colpiti da un improvviso temporale. Quando i tre trovano l'aereo, adagiato contro un albero, sono costretti ad arrampicarsi alle file di sedili per raggiungere la cabina di pilotaggio: il co-pilota è ormai morto, mentre il comandante dell'aereo, Seth Norris, è ancora vivo ed è al suo posto. Charlie scompare in bagno mentre il pilota si risveglia, con un principio di commozione cerebrale. Il pilota chiede quanti siano sopravvissuti e loro dicono 48. Inoltre dice al gruppetto che l'aereo aveva perso i contatti radio sei ore dopo il decollo, facendo quindi rotta verso le Figi e incontrando così una turbolenza. Al momento dello schianto, il velivolo era mille miglia fuori rotta.
Nel frattempo anche la spiaggia viene rapita dal temporale e i sopravvissuti cercano rifugio tra i rottami. Jin-Soo Kwon dice alla moglie Sun di rimanere sempre vicino a lui. John Locke si distingue dal gruppo, standosene in piedi sotto la pioggia a braccia aperte e sembra godersi il momento. Alla cabina, la conversazione viene interrotta dagli strani stessi rumori uditi la notte prima. Il pilota cerca di capirne qualcosa, ma viene trascinato fuori attraverso il vetro e Jack, Kate e Charlie scappano terrorizzati, portando con sé la radio. Durante la fuga, Charlie cade. Jack torna indietro per aiutarlo, mentre Kate prosegue la corsa. Dopo che il mostro è scomparso, i tre si riuniscono e trovano il pilota: il suo cadavere insanguinato è sospeso fra i rami di un albero.

### Seconda parte
Jack, Kate e Charlie fanno ritorno alla spiaggia. Kate chiede a Charlie cosa stesse facendo in bagno e lui risponde di essersi sentito male.
In cerca del suo cane, Vincent, Walt trova un paio di manette, che mostra al padre Michael. Sawyer attacca Sayid, convinto che sia un terrorista iracheno e che sia stato lui a far precipitare l'aereo. I due vengono bloccati da Michael e da Jack, appena tornato. Sayid riesce a riparare la radio, ma non riesce a ricevere un segnale e la batteria avrà vita breve. Mentre ci lavora, rivela a Hurley di essere stato un ufficiale addetto alle comunicazioni nella Guardia repubblicana irachena durante la guerra del Golfo. Dopo aver letto tristemente una lettera, Sawyer decide di andare con Sayid, Kate, Charlie, Shannon e Boone nell'interno dell'isola, per raggiungere un punto più alto e avere un segnale migliore. Lungo il percorso, vengono attaccati da un orso polare a cui Sawyer spara, uccidendolo, con una pistola presa dal corpo dello sceriffo Mars. Sayid insinua che Sawyer fosse il prigioniero dello sceriffo. Kate prende l'arma a Sawyer e Sayid le spiega come disarmarla. Da questo momento Sawyer viene generalmente visto male dagli altri superstiti. Alla spiaggia Mars, creduto morto da Sawyer, si risveglia mentre Jack lo sta operando e chiede al chirurgo: "Dov'è lei?".
Sayid accende la radio e riceve un segnale, che viene bloccato però da una trasmissione in francese. Secondo i calcoli di Sayid, verrebbe trasmessa ciclicamente da più di sedici anni. È Shannon a tradurre il messaggio, una richiesta di soccorso:
L'ultima battuta è di Charlie: "Ragazzi, dove siamo?".

### Flashback
L'episodio presenta già una delle caratteristiche principali di Lost, i flashback, usati per spiegare una parte del passato dei protagonisti. Si tratta in questo caso di tre flashback, uno nella prima parte (quello di Jack) e due nella seconda (quelli di Charlie e Kate), di durata molto inferiore a quella dei flashback usati negli episodi successivi e tutti riguardanti il momento dello schianto.

#### Jack
A bordo dell'aereo una delle hostess, Cindy, chiede a Jack se ha gradito il drink. Alla risposta di lui, che lo ha giudicato "poco energico", gli allunga due bottigliette di vodka. Nel corridoio passa Charlie, agitato, inseguito dalle assistenti di volo. Rose, seduta accanto a Jack, commenta sarcastica la cosa. Poi, dopo un piccolo scossone, dice a Jack di non amare molto volare. L'aereo incontra la turbolenza e comincia ad avere delle violente scosse, seguite da una rapida discesa che trascina sul soffitto chi non è seduto. Dall'alto calano maschere per l'ossigeno e Jack, indossando la sua, guarda l'oceano avvicinarsi dal finestrino.

#### Charlie
Dopo essersi occupata di Jack, Cindy si rivolge a Charlie, visibilmente nervoso, e gli chiede se va tutto bene venendo però rudemente respinta. Si dirige così verso la coda dell'aereo per parlarne con i colleghi assistenti di volo. A vederla fare così, Charlie si innervosisce ulteriormente, si alza in piedi e corre verso il bagno, inseguito dalle hostess e urtando Jack. Una volta in bagno, prende una dose di eroina nascosta in una scarpa, ne assume un po' e butta la rimanente nel water. Sta per tirare lo sciacquone, quando viene schiantato contro il tetto dalla turbolenza. Esce dal bagno e, dopo essere stato quasi investito da un carrello portavivande, si risiede al suo posto, in attesa dello schianto.

#### Kate
Una hostess chiede a Kate e al suo accompagnatore, lo sceriffo Edward Mars, se può portargli qualcosa. Kate non vuole nulla, mentre lo sceriffo chiede un caffè. Mars comincia poi a prendere in giro Kate, ipotizzando che qualcuno "creda alla sua storia", ma l'unica reazione di Kate è di bere un po' di succo, impacciata per via delle manette. Quindi dice a Mars che deve chiedergli un favore, ma non fa in tempo a finire la frase che l'aereo incontra la turbolenza. Una valigia, uscita dal suo vano, colpisce Mars alla testa e gli fa perdere conoscenza. Quando scendono le maschere per l'ossigeno, Kate si affretta a frugare nelle tasche dell'uomo per togliersi le manette. Una volta libera, mette la maschera a entrambi mentre sullo sfondo la coda dell'aereo si stacca.

## Produzione
Nel gennaio 2004, Lloyd Braun, al tempo a capo della ABC, ordinò uno script iniziale basato sul concetto di un incrocio tra il film Cast Away e il popolare reality show Survivor. Jeffrey Lieber fu assunto per scrivere la sceneggiatura di Nowhere, descritto da Lieber come "uno show realistico ispirato a Il signore delle mosche, che racconta la storia di una società che cerca di rimettersi in piedi in seguito a una catastrofe." Insoddisfatto del risultato, anche dopo una successiva riscrittura, Braun si mise in contatto con J. J. Abrams, già creatore di Alias, per scrivere una nuova sceneggiatura per un episodio pilota. Pur essendo esitante all'inizio, Abrams accettò l'offerta, a condizione che l'isola su cui sarebbe stata ambientata la serie non sarebbe stata una "normale isola", collaborando poi con Damon Lindelof per creare lo stile e i personaggi della serie. Lo sviluppo dello show fu condizionato dai tempi stretti disponibili per la realizzazione, essendo la produzione del pilot cominciata piuttosto tardi nel ciclo di sviluppo della stagione televisiva 2004. Nonostante il poco tempo, il team creativo è rimasto flessibile a sufficienza per modificare o creare personaggi che fossero adatti agli attori che si voleva includere nel cast.
L'episodio è stato girato a Oahu, Hawaii, tranne le scene ambientate all'interno dell'aereo, girate a Los Angeles. I resti del volo Oceanic 815 sono stati realizzati a partire da un Lockheed L-1011 TriStar costruito nel 1972 e usato in precedenza dalla Delta Air Lines fino al 1998; una volta acquistato dalla ABC, è stato smontato e inviato alle Hawaii via mare.
L'uso di effetti speciali, in particolare della tecnica chroma key, è stato intensivo. Un caso particolare è quello di un effetto realizzato poco prima che venisse mandata in onda la seconda parte dell'episodio: una scena in cui fu usato un orso di peluche fu rallentata fino ad ottenere un effetto frame by frame e quindi derisa su Internet, spingendo la ABC a rimpiazzarlo con un orso realizzato in CGI.

### Casting
In origine, Jack era stato concepito come un leader emergente destinato a morire nel finale della prima parte dell'episodio, lasciando il comando dei sopravvissuti a Kate. Il ruolo era stato offerto a Michael Keaton, che però ha declinato l'offerta dopo la decisione della produzione di lasciare in vita Jack. Dopo il provino di Matthew Fox per il ruolo, il personaggio è stato nuovamente concepito come leader e il pilota dell'aereo ha preso il posto di Jack come prima vittima del mostro.
Evangeline Lilly e Yunjin Kim hanno partecipato entrambe al provino per la parte di Kate: fu la prima ad essere scelta (nonostante dei problemi con il passaporto che le hanno quasi fatto perdere la parte), mentre la seconda ha impressionato i produttori a tal punto da scrivere solo per lei il personaggio di Sun, creando anche un marito per il personaggio, Jin, interpretato da Daniel Dae Kim.
Matthew Fox, Dominic Monaghan e Jorge Garcia parteciparono al provino per il ruolo di Sawyer. La parte di Hurley fu scritta per Garcia e, dopo un'interpretazione di Monaghan molto gradita dai produttori, il personaggio di Charlie - in origine una rockstar attempata - fu modificato per adattarlo all'attore. Quando invece fu Josh Holloway a partecipare all'audizione, i produttori gradirono molto il taglio ruvido dato al personaggio (arrivando a dare un calcio a una sedia durante la prova perché si era dimenticato le battute) e il suo accento del Sud, e modificarono il personaggio di conseguenza.
Il personaggio di Sayid fu creato dopo aver visionato il lavoro di Naveen Andrews, mentre Locke e Michael furono creati avendo già in mente Terry O'Quinn e Harold Perrineau.

## Ascolti e critica
Pilota, prima parte ha ottenuto ascolti record per un episodio pilota giungendo a 18,6 milioni di spettatori, mentre la settimana dopo Pilota, seconda parte ha totalizzato 17 milioni di spettatori: secondo le rilevazioni Nielsen, il 17% degli apparecchi televisivi era sintonizzato su Lost.
Entrambe le parti sono state trasmesse nel Regno Unito il 10 agosto 2005 su Channel 4, ottenendo un immediato successo: l'episodio è stato il secondo programma più visto per la rete per quella settimana, per un totale di 6,75 milioni di spettatori (superato solo dall'edizione locale del Grande Fratello).
In seguito alla messa in onda, le recensioni sono state favorevoli. Il voto di IGN è stato di 10 su 10, dichiarando che Lost "mantiene tutte le promesse fatte al suo pubblico", Entertainment Weekly dà una A dicendo che "può piacere anche ai fan di generi diversi dalla fantascienza e dal fantastico" e USA Today dà 4 stelle complimentandosi con il cast. In seguito, sarebbe stato scelto da The Futon Critic come il quinto miglior episodio del 2004.
TV Guide ha inserito l'episodio al quinto posto della sua lista dei "100 migliori episodi di tutti i tempi".

## Premi
Alla cerimonia di consegna dei premi Emmy 2005, J.J. Abrams ha ricevuto il premio per la "Miglior regia per una serie drammatica" per la regia del doppio episodio, e Mary Jo Markey per il "Miglior montaggio per una serie drammatica". L'episodio aveva ottenuto altre due nomination: "Miglior sceneggiatura per una serie drammatica" e "Miglior montaggio sonoro per una serie".
Nello stesso anno, l'episodio vince due Golden Reel Award, premi assegnati dalla Motion Picture Sound Editors per particolari meriti nel montaggio sonoro: Lost vincerà entrambi i premi a cui era stato candidato, "Miglior montaggio sonoro televisivo, forma breve - Dialoghi" e "Miglior montaggio sonoro televisivo, forma breve - Effetti sonori". Riceve anche un riconoscimento per gli effetti speciali dalla Visual Effects Society per i "Migliori effetti speciali di supporto in un programma televisivo" e un Artios Award per "Miglior casting per un episodio pilota di una serie drammatica", assegnato alla responsabile casting April Webster. Riceve infine un PRISM Award, premio dedicato all'accuratezza della rappresentazione di fenomeni sociali e sanitari rilasciato dall'Entertainment Industries Council, come "Miglior storyline in più episodi per una serie drammatica" per la rappresentazione della tossicodipendenza di Charlie; il premio è condiviso con gli episodi La casa del sol levante e La falena.
L'episodio è stato inoltre candidato a molti altri premi, senza però vincere: Premio Hugo per "Miglior presentazione drammatica, forma breve", American Society of Cinematography Award per "Miglior fotografia nei film della settimana/miniserie/episodio pilota trasmessi in televisione", Art Directors Guild Award per "Eccellenza nella produzione artistica, televisione - Serie televisiva a camera singola", Cinema Audio Society Award (CAS Award) per "Miglior missaggio in una serie televisiva" e DGA Award per "Miglior regia per un programma serale".